# 友寄安乘
友寄親雲上安乘（1677年3月7日（康煕十六年二月四日）—1734年7月26日（雍正十二年六月二十六日）），毛氏，唐名不詳，琉球國第二尚氏王朝時期官僚。
友寄安乘是三司官毛見龍（嵩原親方安依）的第三子，生母諸見里翁主是尚質王的次女。康熙三十九年三月十四日（1700年5月2日），他擔任尚質王三回忌的踊奉行，當時他領有安慶名地頭。康熙五十二年五月十四日（1713年6月6日），在擔任尚益王一回忌的踊奉行。友寄安乘領有知行高八十斛，叙紫冠。
自雍正十一年（1733年）開始，友寄安乘與平敷屋朝敏等人合謀，多次向薩摩藩派駐琉球的在番奉行橫目川西平左衛門的宅中投遞文書，諷刺由蔡溫主導的改革政策。這些書信最終輾轉落到尚敬王的手中。次年，平敷屋朝敏、友寄安乘等15人被捕，並以謀反罪在安謝港被磔刑處死，史稱「平敷屋友寄事件」。
友寄安乘被追奪知行高及地頭，子孫不得繼承。其七名女兒被貶為百姓；長子流放與那國島，次子流放古見村，第三子遭到「親類預」（未成年，待成年後再流放遠島）。長兄毛秉仁（美里親方安滿）雖未被牽連，但於翌年以「老衰」為由致仕。